# 喀什战役 (1933年)
1933年喀什战役，是於1933年发生在中華民國大陸時期新疆省喀什的混战。
1933年9月26日，叙利亚泛伊斯蘭主義者陶菲格·贝伊率領维吾尔武裝開始围攻喀什新城，对抗由马占仓領導的守城部隊，战斗十分激烈，陶菲格·贝伊被打伤。战斗中柯爾克孜人阻止维吾尔人掠夺城市，主要是因为他们想自己掠夺戰利品。他们亲手殺戮了大批汉、回族人，搶夺女人和財物。

## 背景
1926年3月，马绍武部署400名回族士兵镇压当地骚乱，还逮捕了受苏联驻喀什领事馆雇用的维族翻译阿克巴尔·阿里（Akbar Ali），罪名是煽动维族人叛亂。1927年喀什噶爾道道尹病逝，在和田任职3年的马绍武继任。他监禁了60名亲苏分子，没收财产，并流放到其他绿洲。派军加强对喀什北部中苏边境的控制，限制苏联领事馆人员在南疆旅行的自由。规定对经苏联去麦加朝觐的南疆穆斯林课以重税，以削弱苏联的影响力。還規定商人在60天之内不返回原地者押金充公。
1931年马绍武把从中亞逃到喀什的著名巴斯马奇领导人贾尼卜·贝伊（Janib Beg）贬黜到于田绿洲。贾尼卜·贝伊於是聯合和田的東突厥斯坦獨立運動領導人，后来的和田叛乱武装之中相当的一部分就是由贾尼卜·贝伊指挥的。
1932年3月，柯尔克孜叛乱，1933年2月，金树仁电令马绍武为喀什区行政长兼任南疆剿匪司令。23日那天，喀什城的所有建筑为庆祝这一事件都悬挂了中华民国国旗，官署門口还鸣放了礼炮。同時，和田爆发了穆罕默德·伊敏及贾尼卜·贝伊的叛乱，建立了和阗伊斯兰王国。
到了3月中旬，马绍武在南疆只能控制喀什新旧城、巴楚和莎车，其他地區則被各派武裝控制。
東突厥斯坦獨立運動武裝於4月下旬包围了莎车新城，马绍武派遣3位代表于27日抵莎车，和平撤退。在马占仓的暗中協助下，莎车新城仍未失守。马绍武征集800余名柯尔克孜士兵，配给长枪大炮，起用被囚禁的乌斯曼为营长，想用他们抵御維吾爾武裝的進攻。然而乌斯曼却暗中与进逼喀什的铁木尔伯克联络，柯尔克孜武裝於4月再次發動叛乱。

## 过程
5月2日，乌斯曼攻陷疏附县城，将马绍武全家及其亲信士兵200余人包围在行政长公署院内。經過马绍武率部奋力抵抗，行政长公署才未被攻破，此后几天内，铁木尔、马占仓联军进入喀什，分别占据疏附和疏勒。马占仓与马绍武同族同教，私下谈判后，马绍武辞职，将官印交予马占仓，马占仓与铁木尔反复交涉，派300余人驻扎行政长公署附近，保护马绍武。劝说铁木尔制止乌斯曼进攻马绍武。
铁木尔占据疏附后，自封为师长和总司令，又任命吐鲁番维族人尤努斯伯克（汉名郁文彬）为喀什行政长；任命玛纳斯回族人苏金寿（维名木沙）为副行政长。乌斯曼多次攻击官署，均因铁木尔的反对和马绍武、马占仓的抵抗无果。经马占仓调解，铁木尔允许马绍武随马占仓驻疏附的士兵移驻疏勒。5月15日，马绍武的行装车马严密搜查后，得以放行。疏附被铁木尔、乌斯曼、沙比提大毛拉共同占据。
铁木尔、乌斯曼、沙比提大毛拉内讧。8月初，乌斯曼与铁木尔反目火并，并率部离开疏附城退往明遥洛（今疏附县木什乡）。铁木尔主力追击乌斯曼时，马绍武、马占仓乘虚占领疏附。8月9日，马占仓佯装配合铁木尔追击乌斯曼，在色满伺机将铁木尔打死。马绍武趁乱溜出乡间住宅。
被囚禁的沙比提大毛拉在混战中获释。利用铁木尔部下的不满，组织自己和铁木尔残部展开反扑。乌斯曼又出山向疏附城进攻。马绍武、马占仓放弃了疏附县城，8月16日退回疏勒城死守。回、汉民眾逃入疏勒。马绍武、马占仓合计有士兵2000余人，组织商团民兵勇日夜巡城。
泛突厥主义武裝进攻疏附县城围困官署後，马占仓秘密联络喀什道台马绍武增援，回族部队加入汉族卫戍军，聯合應對阿不都拉·布格拉领导的维吾尔族、柯尔克孜族等突厥語穆斯林士兵的圍攻。泛突厥穆斯林部队由维吾尔人铁木尔伯克带领攻击掠夺回族村庄。战斗中铁木尔伯克被子彈擊中，後來被斩首，他的头被放到喀什艾提尕尔清真寺展览。随即更多回族部队抵达，加强喀什的防禦。柯尔克孜叛军首领乌斯曼尝试攻击衙门，遇重大伤亡。然后他开始洗劫这座城市。回族守軍憑藉高大坚固的疏勒城墙，城内的水源和县署充足的糧食積極防守，而攻城的泛突厥武装各自为战，相持数月後疏勒城最終没有失陷。

## 后续
1933年11月12日，喀什成立了以沙比提大毛拉为首的东突厥斯坦伊斯兰共和国。1934年1月，新編第六師師長马木提·穆依提率3000余人從阿克苏到喀什，開始围攻疏勒县。